# Campionati del mondo di canottaggio 2011
I Campionati del mondo di canottaggio 2011 si sono disputati tra il 28 agosto e il 4 settembre 2011 sul Lago di Bled, a Bled in Slovenia.

## Medagliere

### Maschile & femminile
| Posizione | Paese         | Oro | Argento | Bronzo | Totale |
| --------- | ------------- | --- | ------- | ------ | ------ |
| 1         | Gran Bretagna | 5   | 3       | 4      | 12     |
| 2         | Nuova Zelanda | 4   | 1       | 4      | 9      |
| 3         | Australia     | 3   | 3       | 2      | 8      |
| 4         | Italia        | 2   | 4       | 2      | 8      |
| 5         | Germania      | 2   | 3       | 2      | 7      |
| 6         | Stati Uniti   | 2   | 1       | 1      | 4      |
| 7         | Rep. Ceca     | 1   | 1       | 0      | 2      |
| 7         | Grecia        | 1   | 1       | 0      | 2      |
| 9         | Danimarca     | 1   | 0       | 2      | 3      |
| 10        | Brasile       | 1   | 0       | 0      | 1      |
| 11        | Canada        | 0   | 2       | 2      | 4      |
| 12        | Bielorussia   | 0   | 1       | 0      | 1      |
| 12        | Cile          | 0   | 1       | 0      | 1      |
| 12        | Svizzera      | 0   | 1       | 0      | 1      |
| 15        | Croazia       | 0   | 0       | 1      | 1      |
| 15        | Francia       | 0   | 0       | 1      | 1      |
| 15        | Paesi Bassi   | 0   | 0       | 1      | 1      |
| Totale    | Totale        | 22  | 22      | 22     | 66     |

### Gare per disabili
| Posizione | Paese         | Oro | Argento | Bronzo | Totale |
| --------- | ------------- | --- | ------- | ------ | ------ |
| 1         | Gran Bretagna | 2   | 0       | 0      | 2      |
| 2         | Cile          | 1   | 0       | 0      | 1      |
| 2         | Hong Kong     | 1   | 0       | 0      | 1      |
| 2         | Ucraina       | 1   | 0       | 0      | 1      |
| 5         | Francia       | 0   | 2       | 0      | 2      |
| 6         | Germania      | 0   | 1       | 1      | 2      |
| 7         | Canada        | 0   | 1       | 0      | 1      |
| 7         | Russia        | 0   | 1       | 0      | 1      |
| 9         | Australia     | 0   | 0       | 2      | 2      |
| 10        | Israele       | 0   | 0       | 1      | 1      |
| 10        | Italia        | 0   | 0       | 1      | 1      |
| Totale    | Totale        | 5   | 5       | 5      | 15     |

## Podi
| Evento            | Oro | Perform. | Argento | Perform. | Bronzo | Perform. |
| Gare maschili     | |          | |          | |          |
| M1x               | Nuova Zelanda Mahé Drysdale | 6:39.56  | Rep. Ceca Ondřej Synek | 6:40.05  | Gran Bretagna Alan Campbell | 6:44.86  |
| M2x               | Nuova Zelanda Nathan Cohen (b) Joseph Sullivan (s) | 6:10.76  | Germania Hans Gruhne (b) Stephan Krüger (s) | 6:10.82  | Francia Cédric Berrest (b) Julien Bahain (s) | 6:14.31  |
| M4x               | Australia Chris Morgan (b) James McRae (2) Karsten Forsterling (3) Daniel Noonan (s)                                                                                                   | 5:39.31  | Germania Karl Schulze (b) Philipp Wende (2) Lauritz Schoof (3) Tim Grohmann (s) | 5:39.56  | Croazia David Šain (b) Martin Sinković (2) Damir Martin (3) Valent Sinković (s) | 5:42.82  |
| M2+               | Italia Vincenzo Capelli (b) Pierpaolo Frattini (s) Niccolò Fanchi (c) | 6:56.45  | Australia William Lockwood (b) James Chapman (s) David Webster (c) | 6:58.20  | Canada Kevin Light (b) Steven Vanknotsenburg (s) Brian Price (c) | 7:00.76  |
| M2-               | Nuova Zelanda Eric Murray (b) Hamish Bond (s) | 6:14.77  | Gran Bretagna Pete Reed (b) Andrew Triggs Hodge (s) | 6:16.27  | Italia Niccolò Mornati (b) Lorenzo Carboncini (s) | 6:21.33  |
| M4-               | Gran Bretagna Matthew Langridge Richard Egington Tom James Alex Gregory | 5:55.18  | Grecia Stergios Papachristos Ioannis Tsilis Georgios Tziallas Ioannis Christou | 5:57.20  | Australia Samuel Loch Drew Ginn Nicholas Purnell Joshua Dunkley-Smith | 5:58.44  |
| M8+               | Germania Gregor Hauffe (b) Andreas Kuffner (2) Eric Johannesen (3) Maximilian Reinelt (4) Richard Schmidt (5) Lukas Müller (6) Florian Mennigen (7) Kristof Wilke (s) Martin Sauer (c) | 5:28.81  | Gran Bretagna Nathaniel Reilly-O'Donnell (b) Cameron Nichol (2) James Foad (3) Alex Partridge (4) Mohamed Sbihi (5) Gregory Searle (6) Tom Ransley (7) Daniel Ritchie (s) Phelan Hill (c)         | 5:30.83  | Canada Gabriel Bergen (b) Andrew Byrnes (2) Jeremianh Brown (3) Douglas Csima (4) Malcolm Howard (5) Conlin McCabe (6) Robert Gibson (7) Will Crothers (s) Brian Price (c)           | 5:31.18  |
| LM1x              | Danimarca Henrik Stephansen | 6:54.73  | Italia Pietro Ruta | 7:01.54  | Nuova Zelanda Duncan Grant | 7:03.30  |
| LM2x              | Gran Bretagna Zac Purchase Mark Hunter | 6:18.67  | Nuova Zelanda Storm Uru Peter Taylor | 6:19.01  | Italia Lorenzo Bertini Elia Luini | 6:21.33  |
| LM4x              | Italia Francesco Rigon Daniele Gilardoni Franco Sancassani Stefano Basalini | 6:00.95  | Germania Michael Wieler Stefan Wallat Jonas Schützeberg Ingo Voigt | 6:01.08  | Danimarca Steffen Jensen Martin Batenburg Christian Nielsen Hans Christian Sørensen                                                                                                  | 6:02.81  |
| LM2-              | Gran Bretagna Peter Chambers (b) Kieren Emery (s) | 6:27.30  | Italia Luca De Maria (b) Armando Dell'Aquila (s) | 6:28.59  | Germania Bastian Seibt (b) Lars Wichert (s) | 6:29.05  |
| LM4-              | Australia Anthony Edwards (b) Samuel Beltz (2) Benjamin Cureton (3) Todd Skipworth (s)                                                                                                 | 5:55.10  | Italia Daniele Danesin (b) Andrea Caianello (2) Marcello Miani (3) Martino Goretti (s) | 5:56.33  | Gran Bretagna Richard Chambers (b) Chris Bartley (2) Paul Mattick (3) Rob Williams (s)                                                                                               | 5:57.33  |
| LM8+              | Australia Thomas Bertrand Ross Brown Blair Tunevitsch Thomas Gibson Alister Foot Roderick Chisholm Nicholas Baker Darryn Purcell David Webster                                         | 5:44.57  | Italia Luigi Scala Fabrizio Gabriele Davide Riccardi Gianluca Santi Livio La Padula Catello Amarante II Jiri Vlcek Giorgio Tuccinardi Gianluca Barattolo                                          | 5:44.73  | Danimarca Lasse Dittmann Daniel Graff Anders Hansen Jens Vilhelmsen Thorbjørn Patscheider Jacob Larsen Christian Pedersen Martin Kristensen Emil Blach                               | 5:46.75  |
| Gare femminili    | |          | |          | |          |
| W1x               | Rep. Ceca Mirka Knapkova | 7:26.64  | Bielorussia Ekaterina Karsten | 7:28.68  | Nuova Zelanda Emma Twigg | 7:30.68  |
| W2x               | Gran Bretagna Anna Watkins (b) Katherine Grainger (s) | 6:44.73  | Australia Kerry Hore (b) Kim Crow (s) | 6:45.98  | Nuova Zelanda Fiona Paterson (b) Anna Reymer (s) | 6:46.74  |
| W4x               | Germania Julia Richter (b) Tina Manker (2) Stephanie Schiller (3) Britta Oppelt (s) | 6:18.37  | Stati Uniti Stesha Carle (b) Natalie Dell (2) Adrienne Martelli (3) Megan Kalmoe (s) | 6:19.90  | Nuova Zelanda Sarah Gray (b) Louise Trappitt (2) Fiona Bourke (3) Eve MacFarlane (s)                                                                                                 | 6:23.33  |
| W2-               | Nuova Zelanda Juliette Haigh (b) Rebecca Scown (s) | 6:58.16  | Gran Bretagna Helen Glover (b) Heather Stanning (s) | 7:20.24  | Australia Sarah Tait (b) Kate Hornsey (s) | 7:03.98  |
| W4-               | Stati Uniti Sarah Zelenka (b) Kara Kohler (2) Emily Regan (3) Sara Hendershot (s) | 6:30.30  | Australia Peta White (b) Renee Chatterton (2) Pauline Frasca (3) Kate Hornsey (s) | 6:31.18  | Paesi Bassi Wianka van Dorp (b) Olivia van Rooijen (2) Elisabeth Hogerwerf (3) Femke Dekker (s)                                                                                      | 6:34.06  |
| W8+               | Stati Uniti Esther Lofgren (b) Zsuzsanna Francia (2) Meghan Musnicki (3) Taylor Ritzel (4) Jamie Redman (5) Amanda Polk (6) Caroline Lind (7) Eleanor Logan (s) Mary Whipple (c)       | 6:03.65  | Canada Janine Hanson (b) Rachelle Viinberg (2) Natalie Mastracci (3) Cristy Nurse (4) Krista Guloien (5) Ashley Brzozowicz (6) Darcy Marquardt (7) Andréanne Morin (s) Lesley Thompson-Willie (c) | 6:04.39  | Gran Bretagna Alison Knowles (b) Jo Cook (2) Jessica Eddie (3) Louisa Reeve (4) Natasha Page (5) Lindsey Maguire (6) Katie Solesbury (7) Victoria Thornley (s) Caroline O'Connor (c) | 6:06.03  |
| LW1x              | Brasile Fabiana Beltrame | 7:44.58  | Svizzera Pamela Weisshaupt | 7:48.24  | Germania Lena Müller | 7:50.44  |
| LW2x              | Grecia Christina Giazitzidou Alexandra Tsiavou | 6:59.80  | Canada Lindsay Jennerich Patricia Obee | 7:03.46  | Gran Bretagna Hester Goodsell Sophie Hosking | 7:04.33  |
| LW4x              | Gran Bretagna Stephanie Cullen (b) Imogen Walsh (2) Kathryn Twymnan (3) Andrea Dennis (s)                                                                                              | 6:28.14  | Cina Dandan Pan (b) Chanjuan Tang (2) Jing Liu (3) Xiaohua Yab (s) | 6:30.41  | Stati Uniti Hillary Saeger (b) Nicole Dinion (2) Lindsey Hochman (3) Katherine Robinson (s)                                                                                          | 6:33.91  |
| Gare per disabili | |          | |          | |          |
| ASM1x             | Gran Bretagna Tom Aggar | 4:58.01  | Russia Alexey Chuvashev | 5:00.09  | Australia Erik Horrie | 5:04.75  |
| ASW1x             | Ucraina Alla Lysenko | 5:39.52  | Francia Nathalie Benoit | 5:41.39  | Israele Moran Samuel | 5:49.97  |
| TAMx2x            | Cina Xiaoxian Lou (b) Tianming Fei (s) | 4:01.81  | Francia Perle Bouge (b) Stephane Tardieu (s) | 4:02.98  | Australia John Maclean (b) Kathryn Ross (s) | 4:05.13  |
| IDMx4+            | Hong Kong Wang Sin Liu Lam King Shan Szeto Tung Chun Tsui Kwok Man Tsz Wai Chan | 3:51.08  | Germania Clara von der Gruen Paula Hamann Fabian Neitzel Maximilian Kunze Florian Schaefer | 4:01.12  | Italia Giorgia Indelicato Elisabetta Tieghi Luca Varesano Francesco Borsani Federico Zoppi                                                                                           | 4:01.41  |
| LTAMx4+           | Gran Bretagna Pamela Relph Naomi Riches David Smith James Roe Lily Van Den Broecke | 3:27.10  | Canada Anthony Theriault David Blair Victoria Nolan Meghan Montgomery Laura Comeau | 3:31.84  | Germania Anke Molkenthin Christiane Quirin Martin Lossau Michael Schulz Katrin Splitt                                                                                                | 3:33.27  |